# Nikolai Dahl

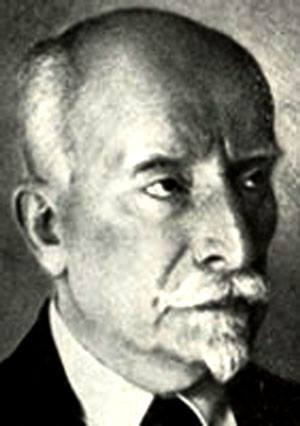
Nikolai Vladimirovich Dal (1860-1939), foto em cerca de 1915.

Nikolai Vladimirovich Dahl (em russo: Николай Владимирович Даль), nascido em 1860, foi um médico russo, especialista em neurologia, psiquiatria e psicologia. Dahl também se interessava por música e era um competente violoncelista amador.